# Cónclave de mayo de 1555
El cónclave papal de mayo de 1555 fue convocado tras la muerte del papa Marcelo II el 1 de mayo del mismo año, luego de un efímero pontificado de veintiún días.
Entre el 15 y el 23 de mayo, los cincuenta y seis cardenales miembros del Colegio Cardenalicio se reunieron nuevamente en cónclave para elegir a un sucesor. En él fue elegido sumo pontífice el cardenal Gian Pietro Carafa, de casi 80 años de edad, quien tomó el nombre de Paulo IV.

## Historia del cónclave
El cónclave se inició el 15 de mayo bajo atmósfera turbulenta, porque corrían rumores de que el ejércitos francés y el de la Toscana (aliado con el Sacro Imperio Romano-Germánico) marcharían sobre Roma para forzar a los cardenales a una elección de acuerdo con los intereses del rey de Francia o del Emperador. Estos rumores no se confirmaron y los cardenales pudieron organizarse por sí solos para la elección.
La primera votación mostró que el candidato oficial del emperador, Giovanni Girolamo Morone, no tendría suficiente apoyo, incluso en su propio partido y, por lo tanto, su elección era improbable. Los cardenales del partido francés probaron ser más disciplinados y obedientes, votando en el cardenal d'Este. La mayoría lo hizo sin entusiasmo, sin embargo, porque en general, y no sin razón, consideraban que no estaba predispuesto para desempeñar la más alta función en la Iglesia. Su candidatura finalmente fue enterrada con la oposición de Alessandro Farnese.
Después del rechazo de otras candidaturas subsiguientes, ningún cardenal recibió la necesaria mayoría de dos tercios. A continuación, Guido Ascano Sforza, camarlengo, propuso la candidatura del decano del colegio cardenalicio, de 79 años, Gian Pietro Carafa, y logró convencer a los demás partidos. Carafa fue, por lo tanto, apoyado por los partidos "francés" e "italiano", la mayoría exigida, sin embargo, todavía faltaban 3 votos. El Cardenal Toledo era contrario a la candidatura del decano y manifestó que Carafa no tenía el beneplácito del emperador Carlos V. Sin embargo, varios de los cardenales "del emperador" se insubordinaron. El 23 de mayo, Carafa fue elegido por aclamación y tomó el nombre de Paulo IV.
La elección fue una completa sorpresa para el entonces "opinión pública". Carafa como inquisidor se había ganado muchas enemistades. En los años siguientes probó que era temido, no sin razón, y las acusaciones de herejía no se ahorraron a nadie, ni siquiera a los cardenales.

## Participantes
Los cardenales que participaron en el cónclave de mayo de 1555 fueron:
1. Gian Pietro Carafa, obispo de Ostia y Velletri.
2. Jean du Bellay, obispo de Porto-Santa Rufina.
3. Louis de Bourbon-Vendôme, obispo de Palestrina.
4. François de Tournon, obispo de Sabina.
5. Juan Álvarez de Toledo, O.P., obispo de Albano.
6. Rodolfo Pio di Carpi, obispo de Frascati.
7. Francesco Pisani, obispo de Padua.
8. Hércules Gonzaga, obispo de Mantua.
9. Girolamo Doria, administrador apostólico de Tarragona.
10. Claude de Longvy de Givry, obispo de Langres
11. Odet de Coligny de Châtillon, administrador apostólico de Beauvais.
12. Alejandro Farnesio, administrador apostólico de Monreale.
13. Guido Ascanio Sforza, administrador apostólico de Parma.
14. Reginald Pole, arzobispo de Canterbury.
15. Niccolò Caetani di Sermoneta, administrador apostólico de Quimper.
16. Robert de Lénoncourt, administrador apostólico de Metz.
17. Ippolito II d'Este, administrador apostólico de Auch.
18. Antoine Sanguin de Meudon, administrador apostólico de Toulouse.
19. Giacomo Savelli, administrador de Nicastro.
20. Miguel da Silva, obispo de Massa Marittima.
21. Giovanni Girolamo Morone, obispo de Novara.
22. Cristoforo Madruzzo, obispo de Trento.
23. Francisco de Mendoza y Bobadilla, obispo de Burgos.
24. Bartolomé de la Cueva y Toledo.
25. Georges d'Armagnac, obispo de Rodez.
26. Jacques d'Annebaut, obispo de Lisieux.
27. Otto Truchess von Waldburg, obispo de Augusta.
28. Federico Cesi, obispo de Cremona.
29. Durante de Duranti, obispo de Brescia.
30. Girolamo Capodiferro, obispo de Saint-Jean de Maurienne.
31. Tiberio Crispo, administrador apostólico de Sessa Aurunca y Amalfi.
32. Pedro Pacheco Ladrón de Guevara, obispo de Jaén.
33. Enrique de Portugal, arzobispo de Évora.
34. Ranuccio Farnese, arzobispo de Bolonia.
35. Carlo di Lorena, arzobispo de Reims.
36. Giulio Feltre della Rovere.
37. Carlos I de Borbón, arzobispo de Ruan.
38. Girolamo Verallo.
39. Bernardino Maffei.
40. Inocencio Ciocchi Del Monte.
41. Cristoforo Guidalotti Ciocchi del Monte, obispo de Marsella.
42. Fulvio della Corgna, O.S.Hier., administrador apostólico de Spoleto.
43. Giovanni Michele Saraceni Girifalco, arzobispo de Acerenza e Matera.
44. Giovanni Ricci.
45. Giovanni Andrea Mercurio, arzobispo de Mesina.
46. Giacomo Puteo, arzobispo de Bari e Canosa.
47. Pietro Bertani, O.P., obispo de Fano.
48. Fabio Mignanelli.
49. Giovanni Poggio, obispo de Tropea.
50. Giovanni Battista Cicala.
51. Girolamo Dandini.
52. Luigi Cornaro.
53. Pietro Tagliavia d'Aragonia, arzobispo de Palermo.
54. Louis de Lorraine de Guise, obispo de Albi
55. Roberto de' Nobili.
56. Girolamo Simoncelli.